# NAO Chess Club
NAO Chess Club – francuski klub szachowy z siedzibą w Paryżu, funkcjonujący w latach 2001–2006.

## Historia
W 2001 roku urodzona w Syrii i mieszkająca w Paryżu Nahed Ojjeh, wdowa po handlarzu bronią Akramie Ojjehu, przejęła Cercle Caïssa, tworząc klub szachowy NAO (Nahed Ojjeh Chess Club). Ojjeh zadeklarowała chęć uczynienia Francji silnym krajem szachowym oraz roczne wsparcie finansowe klubu na poziomie pół miliona euro. NAO pozyskało takich szachistów, jak Michael Adams, Aleksandr Griszczuk, Siergiej Kariakin, Władimir Kramnik, Teymur Rəcəbov i Piotr Swidler. W latach 2003–2004 NAO Chess Club zdobył Klubowy Puchar Europy. Ponadto w latach 2003–2006 klub zdobywał mistrzostwo Francji. W 2006 roku Ojjeh zakończyła finansowanie klubu, który następnie zmienił nazwę na Paris Chess Club.